# Королевство Финляндия (1742)
Попытка создать Королевство Финляндия (фин. Suomen kuningaskunta, швед. Konungariket Finland) или Проект королевства Финляндии в 1742 году (фин. Suomen kuningaskuntahanke (1742), швед. Konungariket Finlands projekt (1742)) представляет собой малоизвестную главу в истории Финляндии. После русской оккупации в русско-шведской войне (1741—1743) и туманных обещаний сделать страну независимой финны избрали тогдашнего герцога Петра Гольштейна-Готторпского (который позже стал наследником российского престола и затем императором под именем Пётр III) как короля Финляндии. Однако политическая ситуация переросла идею независимой Финляндии, которая впоследствии быстро испарилась.

## Предпосылки

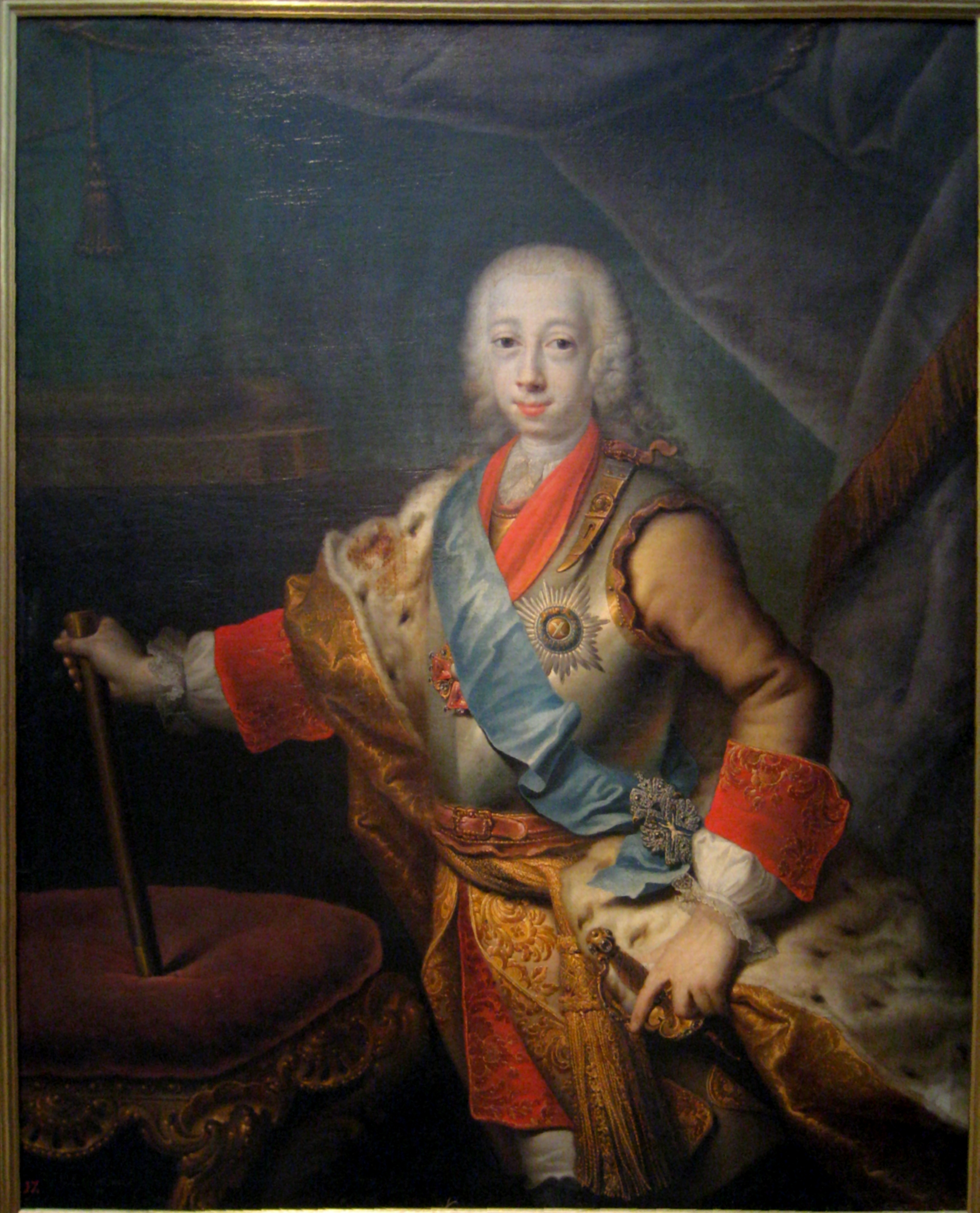
Герцог Карл Пётр, провозглашённый королём Финляндии

Герцог Карл Пе́тер Гольштейн-Готторпский был ближайшим живым родственником (внучатым племянником) и естественным наследником недавно умершей бездетной королевы Ульрики Элеоноры (ум. 1741), а также внучатым племянником бездетного короля Карла XII, единственного брата Ульрики Элеоноры и предшественника на троне. Хотя он был только 14-летним скандинавским немцем, который никогда даже не бывал в Швеции, он был очень популярен среди крестьянства в Финляндии, особенно потому, что он был племянником императрицы Елизаветы Петровны и мог таким образом обеспечить более прочный мир.
Карл Пётр Готторпский говорил, что он отождествлял себя со своим шведским наследием и что даже потом, живя в Санкт-Петербурге, хотел сделать свой собственный уголок, напоминающий Скандинавию. При императорском дворе в Санкт-Петербурге он вырос в особой «голштинской» субкультуре.
Когда российское контрнаступление началось в марте 1742, канцлер Бестужев, вероятно, выдвигал идею создания буферного государства между Россией и Швецией. Императрица Елизавета представила финнам, которые тогда ещё являлись частью шведского королевства, «Манифест Императрицы Елизаветы к финскому народу», в котором она обещала сделать Финляндию независимым государством, если она не будет сопротивляться российским войскам.
В июле 1742 Россия оккупирует всю Финляндию, не встречая почти никакого сопротивления из-за неэффективности шведского военного командования и войск. В этом же месяце группа финских крестьян обратилась к России с просьбой сделать герцога Карла королём Швеции.

## Сейм ландтага в Турку
Генерал Джеймс Кейт — шотландский наёмник, руководивший российской оккупацией юга страны, — призвал сословия с юго-западной части Финляндии — примерно сегодняшней Юго-Западной Финляндии и Сатакунта — созвать ландтаг (сейм в Финляндии) в Турку (Або) 8 (19) октября (или 18 (29) октября 1742 года. Каждый город и сотня должны были послать одного депутата от дворянства и двух от духовенства, буржуазии и крестьян для обсуждения вопросов, важных для «городов и всей страны».
Известно, что в город прибыли такие представители, как фрайхерры, то есть бароны, Хенрик Ребиндер и Йоханнес Грипенберг, викарии из Лоймаа, Халикко, Пёутюя и Маария и мэры города Раума и Пори. Имена крестьян не сохранились, но они, вероятно, были представлены лучше всего. На официальной повестке дня, представленной Джеймсом Кейтом, были в основном текущие дела, но также удалось добиться, чтобы россияне выдвигали на посты в Финляндии только местных чиновников и чтобы в местной администрации использовался финский язык. Обнадёженные россиянами, ранее обещавшими независимость, проводившими достаточно дружественную оккупацию, а также собственной (со стороны финнов) готовностью воспользоваться моментом, финны представили Кейту решение попросить герцога Петра Гольштейн-Готторпского (Каарле Петтери Ульрика) стать королём Финляндии. Неизвестно, как ландтаг пришёл к этому решению, так как официальных сохранившихся отчётов о заседании нет, но, исходя из российской внутренней корреспонденции, представляется, что это была инициатива самих финнов. Началось формирование делегации для того, чтобы преподнести прошение императрице.
В то же время риксдаг Швеции собрался в Стокгольме, пытаясь найти выход из сложившейся военной и политической ситуации, порождённой поспешной и опрометчивой войной партии «шляп». Так как у короля Фредрика I не было наследника, шведские сословия решили использовать будущую корону на переговорах, а также выбрать того же герцога в качестве следующего короля Швеции.
События, однако, развивались быстрыми темпами. Русские войска захватили Финляндию с большой лёгкостью, и Елизавета Петровна решила сделать герцога Карла Петра своим собственным наследником трона, так как она не имела прямого наследника. Шведский парламент был не в курсе этого, и когда их посланник прибыл в Санкт-Петербург, было уже слишком поздно. Несовершеннолетний Карл Пётр денонсировал права на шведскую корону от своего имени.
Были открыты новые переговоры, и Елизавета Петровна согласилась восстановить большую часть Финляндии, если Адольф Фредрик Гольштейнский будет избран наследником шведской короны. На этих условиях война завершилась Абоским мирным договором от 7 августа 1743. К России отошли финские земли к востоку от реки Кюми, позднее известные как «старая Финляндия».
Долгое время не осведомлённая о событиях в других странах, финская делегация ещё только готовилась к поездке в Санкт-Петербург, когда получила известия об изменениях в планах Елизаветы. Русские фактически остановили процесс, и представители ландтага разъехались по домам. Скорее всего, герцог даже не знал о своём избрании на эфемерный трон Финляндии.
В конце 1742 г. генерала Кейта сменил в руководстве гражданской администрации Финляндии (заседавшей в Турку) новый генерал-губернатор, барон Иоганн Бальтазар фон Кампенгаузен.

## Последствия

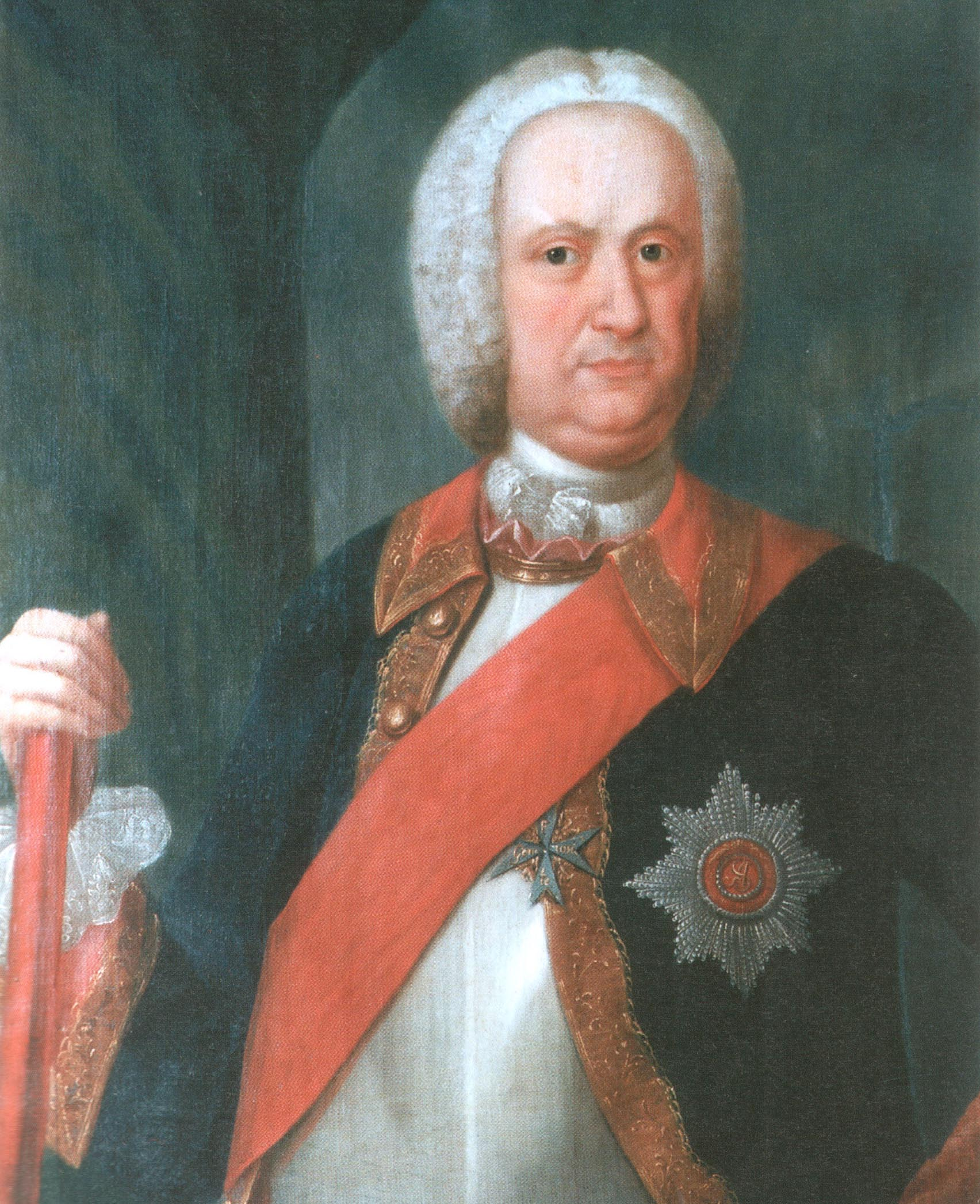
Барон Иоганн Бальтазар фон Кампенгаузен (1689—1758), в 1742—1744 гг. генерал-губернатор Финляндии

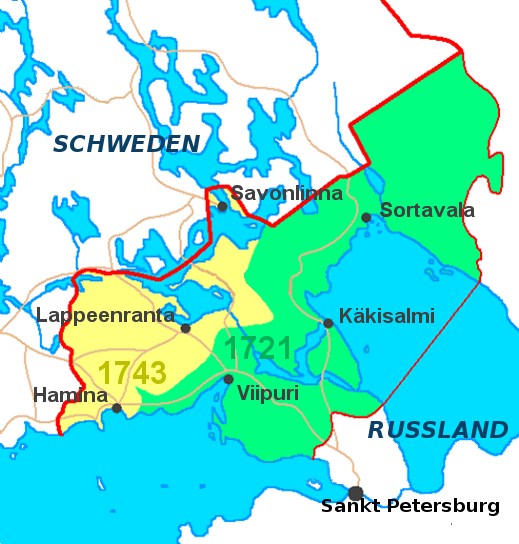
Территории присоединённые к России после войны закрашены жёлтым

Недовольные результатами сейма в Турку выработали несколько планов восстания против российской оккупации, но никаких действий не предприняли.
В целом, сейм 1742 года в Турку не повлёк никаких последствий, после того как спустя год закончилась российская оккупация. Новый ставленник Елизаветы был избран в качестве следующего короля Швеции, а часть финской территории отошла к России. Однако эти события явно напоминают то, что произошло семьдесят лет спустя в Русско-шведской войне (1808—1809), которая закончилась тем, что финские сословия собрались на Боргоском сейме и принесли присягу на верность российскому императору Александру I в качестве великого князя Финляндского. Интересно, что Александр был внуком герцога Карла Петра.
Ещё в 1790-х годах некоторые крестьяне из деревень Лииккала, Мяммяля и Руотила в старой Финляндии, участвуя в судебном разбирательстве, при защите своей позиции ссылались на некоторые положения Манифеста императрицы Елизаветы Петровны от 1742 года. Возможно, манифест и эфемерная «государственность» 1742 года по-прежнему считались частью фундаментальных прав старой Финляндии.
Иоганн Бальтазар фон Кампенгаузен (1689—1758) был в 1742—1744 генерал-губернатором (оккупированной) Финляндии и, как преемник Джеймса Кейта, возглавлял гражданскую администрацию Финляндии в Турку. После заключения мира в Турку в 1743 году он перенёс свою резиденцию в Лаппеэнранту в старой Финляндии. К 1744 году он организовал администрацию старой Финляндии под своим руководством, в которой применялись шведские законы и административная практика.
С 1743 по 1917 год старая Финляндия (и другие территории, с которыми она слилась) управлялась как отдельная территория с собственной администрацией, системой права, управления и Конституцией, во многих отношениях напоминая княжества в Германии. Наследственный монарх этих территорий был всегда членом семьи герцогов Гольштейн-Готторпских.
Правители проявляли свои претензии на власть над Финляндией в том числе в геральдике: начиная с 1788 года, герб Выборгской губернии (в которую входила «старая Финляндия») включал королевскую корону под «защитой» императорской короны.

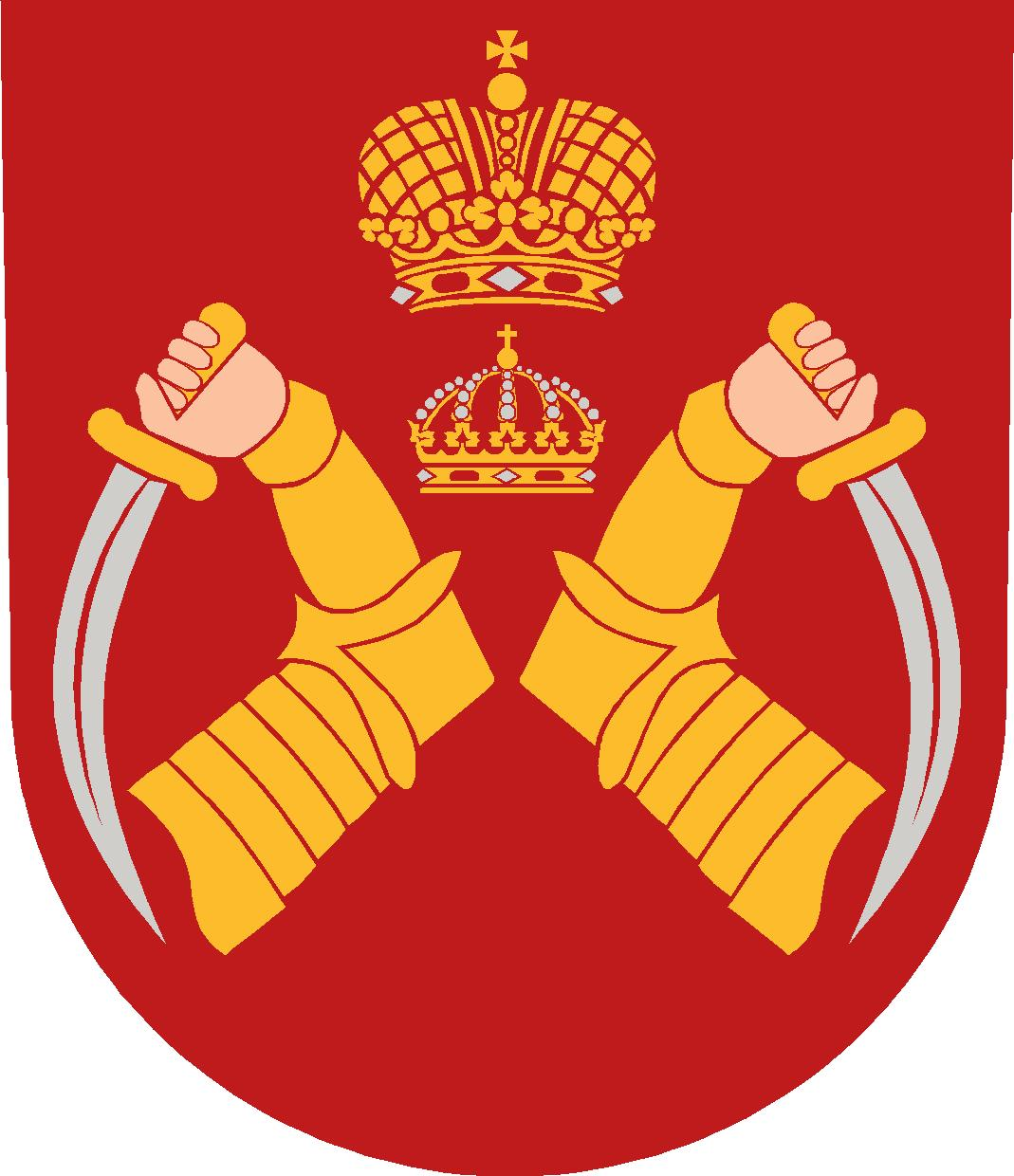
Герб Выборгской губернии (1788—1811)